# Meunierohelea caligula
Meunierohelea caligula är en tvåvingeart som beskrevs av Debenham 1987. Meunierohelea caligula ingår i släktet Meunierohelea och familjen svidknott. Inga underarter finns listade i Catalogue of Life.